# Liste Münchner Gedenktafeln

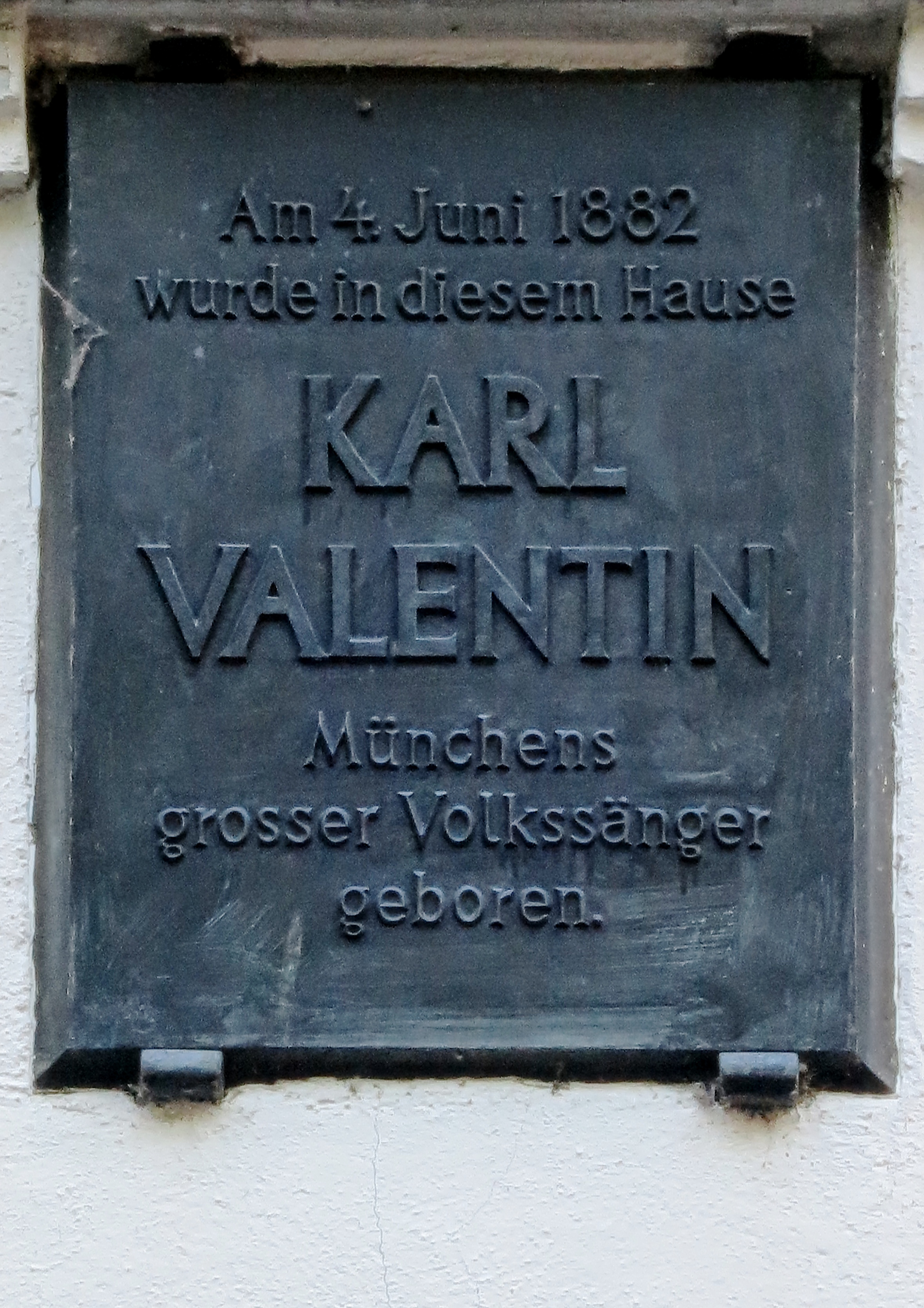
Gedenktafel an Karl Valentin an seinem Geburtshaus

Diese Seite gibt einen Überblick über einige Gedenktafeln in München, also aus Stein oder Metall gefertigte Plaketten, große Tafeln o. ä.
In der Regel sind solche Gedenktafeln an Hauswänden angebracht. Es werden hier nur Tafeln aufgenommen, die sich im öffentlichen Raum befinden.

## Auswahl
Die folgende Tabelle beschränkt sich auf Gedenktafeln, die an
- eine enzyklopädisch relevante Persönlichkeit und deren Geburts-, Wohn- oder Sterbehaus,
- ein enzyklopädisch relevantes historisches Ereignis,
- die Historie eines enzyklopädisch relevanten Gebäudes oder dessen Zerstörung erinnern.

Abgrenzung zu anderen Objekten im öffentlichen Raum:
- Denkmäler, also eine zum Gedächtnis an eine Person oder ein Ereignis errichtete, größere plastische Darstellung, sind in der Liste Münchner Denkmäler zu finden.
- Denkmäler, die in Form eines Brunnens aufgebaut sind, finden sich in der Liste Münchner Brunnen.
- Kunstwerke, die nicht dem Gedenken an bestimmte Personen, Personengruppen oder Ereignisse dienen, sind unter Kunstwerke im öffentlichen Raum in München zu finden.
- Denkmäler, die als Baudenkmäler auch unter Denkmalschutz stehen, sind zusätzlich in der Liste der Baudenkmäler in München zu finden.

## Liste
| Gedenken an | Anlass | Platzierung | Jahr der Anbringung | Bild                                                                   |  |
| --- | --- | --- | --- | ---------------------------------------------------------------------- |  |
| Alte Akademie | Erinnerung an frühere Nutzung (1. Tafel) | Altstadt, Neuhauser Straße 8 (48° 8′ 19″ N, 11° 34′ 11″ O)                                                                               | 1890 | Alte Akademie                                                          |  |
| Alte Akademie | Erinnerung an frühere Nutzung (2. Tafel) | Altstadt, Neuhauser Straße 8 (48° 8′ 19″ N, 11° 34′ 11″ O)                                                                               | 1890 | Alte Akademie                                                          |  |
| Alte Synagoge Ohel Jakob | Erinnerung an die 1938 zerstörte Synagoge | Altstadt-Lehel, Herzog-Rudolf-Straße 1 (48° 8′ 21″ N, 11° 35′ 0″ O)                                                                      | | Alte Synagoge Ohel Jakob                                               |  |
| Alter Hof | Bau Ludwig den Strengen im Jahre 1253 | Altstadt, Alter Hof 2(48° 8′ 17″ N, 11° 34′ 40″ O)                                                                                       | | Alter Hof                                                              |  |
| Altes Rathaus Ansicht der Ostseite | | Altstadt, Tal, Ecke Sparkassenstraße (48° 8′ 12″ N, 11° 34′ 39″ O)                                                                       | | Altes Rathaus                                                          |  |
| Altheimer Eck | Baugeschichte des Anwesens | Altstadt, Altheimer Eck 15 (48° 8′ 14″ N, 11° 34′ 11″ O)                                                                                 | | Altheimer Eck                                                          |  |
| Ellen Ammann (1870–1932), Politikerin | Gründerin des kath. Frauenbundes in Bayern | Maxvorstadt, Schraudolphstraße 1 (48° 9′ 3″ N, 11° 34′ 17″ O)                                                                            | |                                                                        |  |
| Augustinerkirche | Erinnerung an die frühere Nutzung des Gebäudes als Kirche | Altstadt, Neuhauser Straße 2 (48° 8′ 18″ N, 11° 34′ 18″ O)                                                                               | (Eugen Weiss) | weitere Bilder                                                         |  |
| Äußeres Einlasstor | Standort des 1844 abgebrochenen Stadttores | Angerviertel, Am Einlaß 1 (48° 8′ 2″ N, 11° 34′ 29″ O)                                                                                   | | Äußeres Einlasstor                                                     |  |
| Bäckerbruderschaftshaus | Erinnerung an das vormals hier stehende Haus | Altstadt-Lehel, Tal 15 (48° 8′ 10″ N, 11° 34′ 46″ O)                                                                                     | | Bäckerbruderschaftshaus                                                |  |
| 1000 Jahre Bayerisch-Ungarische Freundschaft | Erinnerung an 1000 Jahre Freundschaft | Altstadt-Lehel, Damenstiftstraße 1 (48° 8′ 15″ N, 11° 34′ 9″ O)                                                                          | 2000 | Damenstiftstraße                                                       |  |
| Gustl Bayrhammer (1922–1993), Volksschauspieler | Bayrhammer war Hauptdarsteller der Fernsehserie Meister Eder und sein Pumuckl, die hier gedreht wurde                                                                     | Lehel, Widenmayerstraße 2 (48° 8′ 17″ N, 11° 35′ 26″ O)                                                                                  | 2023 | Gustl Bayrhammer                                                       |  |
| Arnold Böcklin (1827–1901) | Böcklins Wohnhaus 1872–1874 | Maxvorstadt, Karlstraße 32 (48° 8′ 37″ N, 11° 33′ 53″ O)                                                                                 | |                                                                        |  |
| Theobald Böhm (1794–1881), Flötist und Komponist | Böhm lebte hier | Altstadt, Altheimer Eck 15 (48° 8′ 14″ N, 11° 34′ 11″ O)                                                                                 | | Theobald Böhm                                                          |  |
| Clemens Brentano (1778–1842), Schriftsteller | Brentanos Wohnhaus 1840–42 | Altstadt-Lehel, Herzogspitalstraße 13 (48° 8′ 16″ N, 11° 34′ 0″ O)                                                                       | |                                                                        |  |
| Schalom Ben-Chorin (Fritz Rosenthal, 1913–1999), Journalist und Religionswissenschaftler                                                                | Geburtshaus | Ludwigsvorstadt-Isarvorstadt, Zweibrückenstraße 8 (48° 8′ 0″ N, 11° 34′ 59″ O)                                                           | 2011 (Blanka Wilchfort) | Schalom Ben-Chorin                                                     |  |
| Franz Anton Bustelli (1723–1763), Porzellan-Modelleur                                                                                                   | wirkte 1754–1763 an der Porzellanmanufaktur Nymphenburg und wurde auf dem Winthirfriedhof bestattet                                                                       | Neuhausen-Nymphenburg, Nordwand der Winthirkirche (48° 9′ 17″ N, 11° 31′ 46″ O)                                                          | um/nach 1971 (Jahr der Künstlersignatur) | Franz Anton Bustelli                                                   |  |
| Bombensuchkommando | Erinnerung an das Bombensuchkommando des KZ Dachau, das in der Zeit vom Juli 1944 bis zum April 1945 hier untergebracht war                                               | Ludwigsvorstadt, Stielerstraße 6, im Eingangsbereich der Schule (48° 7′ 40″ N, 11° 33′ 6″ O)                                             | 1989, Karl Oppenrieder | Bombensuchkommando                                                     |  |
| Hans Carossa (1878–1956), Arzt sowie Lyriker und Autor von Erzählungen                                                                                  | lebte hier von 1914 bis 1929 | Maxvorstadt, Theresienstraße 46 (48° 8′ 54″ N, 11° 34′ 29″ O)                                                                            | | Hans Carossa                                                           |  |
| Lena Christ (1881–1920), Schriftstellerin | Lena Christs Wohnhaus 1891–1901 | Maxvorstadt, Sandstraße 45 (48° 9′ 1″ N, 11° 33′ 26″ O)                                                                                  | |                                                                        |  |
| Lovis Corinth (1858–1925), Maler des deutschen Impressionismus                                                                                          | wohnte hier 1891 bis 1897 | Schwabing, Giselastraße 7 (48° 9′ 19″ N, 11° 35′ 7″ O)                                                                                   | Karl Oppenrieder | Lovis Corinth                                                          |  |
| Clemensschlössl | Standort des Schlosses (1826–1890) | Maxvorstadt, Elisenstraße 1 (48° 8′ 26″ N, 11° 33′ 56″ O)                                                                                | | Clemensschlössl                                                        |  |
| François de Cuvilliés der Ältere (1695–1768), Baumeister und Bildhauer                                                                                  | Wohn- und Sterbehaus Cuvilliés | Altstadt, Burgstraße 8 (48° 8′ 15″ N, 11° 34′ 40″ O)                                                                                     | 1908 | weitere Bilder                                                         |  |
| Johann Georg Edlinger (1741–1819), Porträtmaler | Sterbehaus Edlingers | Altstadt-Lehel, Herzogspitalstraße 11 (48° 8′ 16″ N, 11° 34′ 2″ O)                                                                       | |                                                                        |  |
| Albert Einstein (1879–1955), Physiker | verbrachte von 1885 bis 1894 seine Kindheit und frühe Jugend in diesem Haus                                                                                               | Isarvorstadt, Adlzreiterstraße 12 (48° 7′ 37″ N, 11° 33′ 21″ O)                                                                          | Karl Oppenrieder | Albert Einstein                                                        |  |
| Elisabeth von Österreich-Ungarn (1837–1898), genannt Sisi, Kaiserin von Österreich                                                                      | Ort des Geburtshauses (abgerissenes Herzog-Max-Palais) | Maxvorstadt, Ludwigstraße 13 (48° 8′ 44″ N, 11° 34′ 43″ O)                                                                               | 2001, Josef Fromm Stifter: Rosa Liste München e. V., Landeszentralbank Bayern | Elisabeth von Österreich-Ungarn                                        |  |
| Adolf Erbslöh (1881–1947), Maler | Erbslöhs Wohnhaus von 1916 bis 1934 | Maxvorstadt, Königinstraße 85 (48° 9′ 12″ N, 11° 35′ 15″ O)                                                                              | | Adolf Erbslöh                                                          |  |
| Otto Falckenberg (1873–1947), Regisseur, Theaterleiter und Schriftsteller                                                                               | Falckenbergs Wohnhaus 1916–1937 | Schwabing, Viktoriastraße 11 (48° 9′ 49″ N, 11° 34′ 46″ O)                                                                               | | Otto Falckenberg                                                       |  |
| Feldmochings erster Friedhof | Entdeckungsort von Keltengräbern | Feldmoching-Hasenbergl, am Fasaneriesee (48° 12′ 22″ N, 11° 31′ 44″ O)                                                                   | | Feldmochings erster Friedhof                                           |  |
| Lion Feuchtwanger (1884–1958), Schriftsteller | lebte hier von 28. Mai 1889 bis 11. September 1900 | Lehel, St.-Anna-Platz 2 (48° 8′ 24″ N, 11° 35′ 16″ O)                                                                                    | 1966, Karl Oppenrieder | Lion Feuchtwanger                                                      |  |
| Opfer des Flugzeugabsturzes vom 17. Dezember 1960 | 52 Opfer des Absturzes an dieser Stelle | Ludwigsvorstadt, Martin-Greif-Straße (48° 8′ 20″ N, 11° 32′ 59″ O)                                                                       | Karl Oppenrieder | Opfer des Flugzeugabsturzes 1960                                       |  |
| Joseph von Fraunhofer (1787–1826), Physiker, Glastechniker, Optiker u. Astronom                                                                         | Erinnerung an den Einsturz des Hauses, nach dem Fraunhofer gerettet wurde                                                                                                 | Altstadt, Weinstraße 3 (48° 8′ 16″ N, 11° 34′ 29″ O)                                                                                     | 1983 | Joseph von Fraunhofer                                                  |  |
| Hermann Frieb (1909–1943), sozialdemokratischer Widerstandskämpfer in der Zeit des Nationalsozialismus                                                  | Wohnhaus von Hermann Frieb und seiner Mutter Paula Frieb | Maxvorstadt, Schellingstraße 78 (48° 9′ 8″ N, 11° 34′ 10″ O)                                                                             | 2009 (Toni Preis) Ersatz für Tafel von 1987 | Hermann Frieb                                                          |  |
| Friedhof des Franziskanerklosters (1802 aufgelöst) | mit den Gräbern von Wilhelm von Ockham (um 1288 – 1347), Leonhard von Eck (1480–1550), Orlando di Lasso (1532–1594) und Joseph (von) Effner (1687–1745)                   | Altstadt, Max-Joseph-Platz (48° 8′ 22″ N, 11° 34′ 43″ O)                                                                                 | ca. 1963 | Gedenktafel für den 1802 aufgelösten Friedhof des Franziskanerklosters |  |
| Gasthaus zum Grünen Baum | Erinnerung an den Gasthof zum Grünen Baum | Lehel, Steinsdorfstraße 14 (48° 8′ 1″ N, 11° 35′ 11″ O)                                                                                  | | Erinnerung an den Gasthof zum Grünen Baum                              |  |
| Fritz Gerlich (1883–1934), Journalist und Widerstandskämpfer gegen den Nationalsozialismus                                                              | steht vor einem Löwen („Swapo“) von Johann von Halbig, der früher vor dem Wittelsbacher Palais stand                                                                      | Schwabing, Gunezrainerstraße (48° 9′ 36″ N, 11° 35′ 29″ O)                                                                               | 1994 | Fritz Gerlich                                                          |  |
| Fritz Gerlich (1883–1934), Journalist und Widerstandskämpfer gegen den Nationalsozialismus                                                              | Tafel am Nachfolgebau des ehemaligen Verlages der Münchner Neuesten Nachrichten                                                                                           | Altstadt, Hofstatt, Ecke Färbergraben (48° 8′ 13″ N, 11° 34′ 18″ O)                                                                      | | Fritz Gerlich                                                          |  |
| Gewerkschaftshaus | Erinnerung an das Gewerkschaftshaus, 1912 erbaut, 1944 zerstört | Ludwigsvorstadt-Isarvorstadt, Pestalozzistraße 42 (48° 7′ 43″ N, 11° 34′ 2″ O)                                                           | | Gewerkschaftshaus                                                      |  |
| Giesinger Bergstraße | Erinnerung an die Modernisierung der Straße | Obergiesing-Fasangarten, Giesinger Berg (48° 6′ 58″ N, 11° 34′ 38″ O)                                                                    | 1892 | Giesinger Bergstraße                                                   |  |
| Oskar Maria Graf (1894–1967), Schriftsteller | wohnte hier in den Jahren 1919 bis 1931 | Maxvorstadt, Barer Straße 37 (48° 9′ 2″ N, 11° 34′ 22″ O)                                                                                | 1988 | Oskar Maria Graf                                                       |  |
| Willi Graf (1918–1943), Mitglied der Widerstandsgruppe Weiße Rose                                                                                       | wohnte hier bis 1943 | Schwabing, Mandlstraße 28 (48° 9′ 35″ N, 11° 35′ 32″ O)                                                                                  | | Willi Graf                                                             |  |
| Johann Baptist Gunetzrhainer (1692–1763), kurfürstlicher Hofbaumeister                                                                                  | Erinnerung an den Besitzer und Umgestalter dieses sog. Gunetzrhainerhauses                                                                                                | Altstadt, Promenadeplatz 13 (48° 8′ 24″ N, 11° 34′ 21″ O)                                                                                | | Erinnerung an den Besitzer                                             |  |
| Ignaz Günther (1725–1775), Bildhauer | Günthers Wohnhaus | Altstadt-Lehel, Oberanger 11 (48° 8′ 6″ N, 11° 34′ 18″ O)                                                                                | | Ignaz Günther                                                          |  |
| Franz Xaver von Haeberl (1759–1846), Arzt | | Ludwigsvorstadt, Ziemssenstraße 1 (Medizinische Klinik) (48° 7′ 55″ N, 11° 33′ 46″ O)                                                    | 1832 von Jean Baptiste Métivier | Franz Xaver von Haeberl                                                |  |
| Simon von Haeberl (1772–1831), Arzt | | Ludwigsvorstadt, Ziemssenstraße 1 (Medizinische Klinik) (48° 7′ 55″ N, 11° 33′ 46″ O)                                                    | Ludwig von Schwanthaler | Simon von Haeberl                                                      |  |
| Max Halbe (1865–1944), Schriftsteller | wohnte von 1937 bis 1944 in diesem Haus | Schwabing, Martiusstraße 6 (48° 9′ 25″ N, 11° 35′ 9″ O)                                                                                  | am Tag seines 100. Geburtstags im Jahr 1965 von Karl Oppenrieder | Max Halbe                                                              |  |
| Karl Amadeus Hartmann (1905–1963), Komponist | in diesem Haus schrieb er sein Lebenswerk | Schwabing, Franz-Joseph-Straße 20 (48° 9′ 28″ N, 11° 34′ 51″ O)                                                                          | | Karl Amadeus Hartmann                                                  |  |
| Friedrich von Hefner-Alteneck (1845–1904), Ingenieur | erste elektrisch beleuchtete Baustelle. | Thalkirchen, Hefner-Alteneck-Straße, Braunauer Eisenbahnbrücke (48° 7′ 8″ N, 11° 33′ 39″ O)                                              | | Hefner-Alteneck                                                        |  |
| Heilig-Geist-Spital | Erinnerung an das Spital, seit 1823 aufgelassen | Altstadt, Tal, Ecke Viktualienmarkt, Prälat-Miller-Weg, im Laubengang beim Eingang zur Heilig-Geist-Kirche (48° 8′ 10″ N, 11° 34′ 38″ O) | 1909 | Spital zum Heiligen Geist                                              |  |
| Carlamaria Heim (1932–1984), Schauspielerin und Schriftstellerin                                                                                        | H.s Wohnhaus | Au-Haidhausen, Johannisplatz 10 (48° 7′ 58″ N, 11° 35′ 53″ O)                                                                            | 2001, Sofia Hössle | weitere Bilder                                                         |  |
| Werner Heisenberg (1901–1976), Physiker | Heisenbergs Wohnhaus während seiner Jugend | Schwabing-West, Hohenzollernstraße 110 (48° 9′ 39″ N, 11° 34′ 17″ O)                                                                     | | Werner Heisenberg                                                      |  |
| Henrik Ibsen (1532–1594), Schriftsteller | wohnte von 1885 bis 1891 in diesem Haus | Altstadt, Maximilianstraße 32, (48° 8′ 18″ N, 11° 35′ 0″ O)                                                                              | | Henrik Ibsen                                                           |  |
| Familie Impler, bis um das Jahr 1405 in München ansässig.                                                                                               | Erinnerung an den Familienstamm | Sendling, Schulhaus Implerstraße 35, (48° 7′ 15″ N, 11° 32′ 55″ O)                                                                       | 1912 an der Gartenmauer. Nach dem Wiederaufbau des Schulgebäudes an der Fassade angebracht. | Die Familie der Impler                                                 |  |
| Isar | Beschreibung der Isar im Stadtgebiet (um 1900) | Au-Haidhausen, Praterinsel 6 (48° 8′ 5″ N, 11° 35′ 19″ O)                                                                                | | Isar                                                                   |  |
| Edward Jenner (1749–1823), Landarzt | Jenner führte die erste Pockenimpfung durch, Tafel an der ehemaligen Bayerischen Landesimpfanstalt                                                                        | Au, Am Neudeck 1 (48° 7′ 26″ N, 11° 35′ 3″ O)                                                                                            | | Edward Jenner                                                          |  |
| Herbert Jensen (1900–1968), Architekt | Initiator der Münchner Fußgängerzone (mit drei Bronzestatuetten vom ehemaligen Fischbrunnen von Konrad Knoll, 1865)                                                       | Altstadt, Neuhauser Straße/Stachus, im Hauptdurchgang des Karlstors (48° 8′ 20″ N, 11° 34′ 0″ O)                                         | 1972 Figurenkonsole und Schriftband Entwurf und Ausführung Karl Oppenrieder | weitere Bilder                                                         |  |
| Jüdische Bürger und Bürgerinnen Münchens | zeitweise Internierung in diesem Haus | Schwabing, Jakob-Klar-Straße 7 (48° 9′ 35″ N, 11° 34′ 16″ O)                                                                             | 2008 | Jüdische Bürger                                                        |  |
| Jungfernturm | Erinnerung an den ehemaligen Jungfernturm der zweiten Stadtmauer, 1804 abgerissen                                                                                         | Altstadt, Jungfernturmstraße (48° 8′ 32″ N, 11° 34′ 27″ O)                                                                               | | Jungfernturm                                                           |  |
| Erich Kästner (1899–1974), Schriftsteller | wohnte 1946–1953 in diesem Haus | Schwabing, Fuchsstraße 2 (48° 9′ 58″ N, 11° 35′ 19″ O)                                                                                   | | Erich Kästner                                                          |  |
| Katholisches Jugendheim | Haus des Jugendheims 1910–1927 | Schwabing-Freimann, Marschallstraße 1b (48° 9′ 49″ N, 11° 35′ 19″ O)                                                                     | |                                                                        |  |
| Friedrich August von Kaulbach (1850–1920), Maler | Wohn- und Atelierhaus Kaulbachs | Maxvorstadt, Kaulbachstraße 15 (48° 8′ 51″ N, 11° 34′ 59″ O)                                                                             | | Friedrich August von Kaulbach                                          |  |
| Kaulbach-Villa | Erinnerung an die Wiederherstellung 1987/88 | Maxvorstadt, Kaulbachstraße 15 (48° 8′ 51″ N, 11° 34′ 59″ O)                                                                             | | Kaulbach Villa                                                         |  |
| Gottfried Keller (1819–1890), Dichter und Politiker | wohnte im Jahr 1840 in diesem Haus | Altstadt, Neuhauser Straße 35 (48° 8′ 19″ N, 11° 34′ 5″ O)                                                                               | | Gottfried Keller                                                       |  |
| Kerschensteiner Schulzentrum | Bau des Berufschulgebäudes | Lehel, Liebherrstraße 13 (48° 8′ 2″ N, 11° 35′ 6″ O)                                                                                     | | Kerschensteiner Schulzentrum                                           |  |
| Paul Klee (1879–1940), Maler und Grafiker | hatte in diesem Haus sein Atelier | Schwabing, Feilitzschstraße 3 (48° 9′ 42″ N, 11° 35′ 15″ O)                                                                              | 1975 | Paul Klee                                                              |  |
| Karl Knappe (1884–1970), Bildhauer | Hier wohnte von 1915–1928 | Neuhausen-Nymphenburg, Wendl-Dietrich-Straße 9 (48° 9′ 9″ N, 11° 31′ 51″ O)                                                              | 1975 | Karl Knappe                                                            |  |
| Hans Knappertsbusch (1888–1965), Dirigent | Knappertsbuschs Wohnhaus 1950–1957 | Altstadt-Lehel, Widenmayerstraße 36 (48° 8′ 43″ N, 11° 35′ 43″ O)                                                                        | |                                                                        |  |
| Annette Kolb (1870–1967), Schriftstellerin | Kolb lebte 1961–1967 hier | Bogenhausen, Händelstraße 1 (48° 8′ 55″ N, 11° 36′ 10″ O)                                                                                | | Annette Kolb                                                           |  |
| Wiguläus von Kreittmayr (1705–1790), Rechtswissenschaftler und bayerischer Staatsmann                                                                   | Wohn- und Sterbehaus Kreittmayrs (Eigentümer 1757–1790) | Altstadt, Burgstraße 6 (48° 8′ 15″ N, 11° 34′ 39″ O)                                                                                     | | Wiguläus von Kreittmayr                                                |  |
| Alfred Kubin (1877–1959), Grafiker, Schriftsteller | wohnte vom 30. Mai 1904 bis zum 23. Oktober 1906 in diesem Haus | Schwabing, Mandlstraße 26 (48° 9′ 35″ N, 11° 35′ 30″ O)                                                                                  | | Alfred Kubin                                                           |  |
| August Kühn (eigentlich Helmut Münch, 1936–1996), Schriftsteller, Pseudonym Rainer Zwing                                                                | Wohnhaus Kühns nach 1946 | Schwanthalerhöhe, Gollierstraße 49 (48° 8′ 8″ N, 11° 32′ 21″ O)                                                                          | | August Kühn                                                            |  |
| Franz Lachner (1803–1890), Komponist und Dirigent | Sterbehaus Lachners | Graggenau, Maximilianstraße 22 (über 1. Etage) (48° 8′ 19″ N, 11° 34′ 55″ O)                                                             | | Franz Lachner                                                          |  |
| Orlando di Lasso (1532–1594), Komponist und Hofkapellmeister                                                                                            | gestiftet zum 400. Todestag des Musikers von der Theatergemeinde München                                                                                                  | Altstadt, Platzl 4, am Orlando-Haus (48° 8′ 17″ N, 11° 34′ 49″ O)                                                                        | 1994 (Veronika Veit) | Orlando di Lasso                                                       |  |
| Lebzelter-Ebenböck-Haus | Erinnerung an das hier 1557 erbaute Haus, 1964 abgebrochen | Altstadt, Sendlinger Straße 2 (48° 8′ 11″ N, 11° 34′ 23″ O)                                                                              | | Lebzelter Ebenböck-Haus                                                |  |
| Königliche Lehrerinnen-Bildungsanstalt München | 1908 errichtet, 1943 durch Bomben zerstört; heute Pestalozzi-Gymnasium | Au-Haidhausen, Eduard-Schmid-Straße 1 (48° 7′ 40″ N, 11° 34′ 57″ O)                                                                      | 1987, Alfred Hoerhager | Königliche Lehrerinnen-Bildungsanstalt München                         |  |
| Jella Lepman (1891–1970), Journalistin, Autorin und Übersetzerin                                                                                        | Gründerin der Internationalen Jugendbibliothek | Obermenzing, Schloss Blutenburg (48° 9′ 48″ N, 11° 27′ 25″ O)                                                                            | 1948 |                                                                        |  |
| Justus von Liebig (1803–1873), Chemiker | | Altstadt-Lehel, Liebigstraße 14 (48° 8′ 27″ N, 11° 35′ 27″ O)                                                                            | |                                                                        |  |
| Ludwigsbrücke | Bau der Isarbrücke 1156–1158 durch Heinrich den Löwen | Isarvorstadt, Ludwigsbrücke, rechter Pylon links der Isar (48° 7′ 56″ N, 11° 35′ 6″ O)                                                   | 1935 | Ludwigsbrücke                                                          |  |
| Ludwigsbrücke | Erinnerung an die Grundsteinlegung des Neubaus der äußeren Brücke | Lehel, Ludwigsbrücke, linker Pylon links der Isar (48° 7′ 56″ N, 11° 35′ 7″ O)                                                           | 1823 | Gedenktafel                                                            |  |
| Lueg ins Land | Erinnerung an den ehemaligen Wachtturm „Lueg ins Land“ der Zwingermauer, ca. 1330–37 errichtet, 1807 abgerissen (die Tafel gibt 1374 bzw. 1802 an)                        | Altstadt, Marienstraße 21, Vindelikerhaus (48° 8′ 8″ N, 11° 34′ 57″ O)                                                                   | | Lueg ins Land                                                          |  |
| Thomas Mann (1875–1955), Schriftsteller | Manns Wohnhaus von Februar 1899 bis Januar 1902 | Schwabing, Feilitzschstraße 32 (48° 9′ 39″ N, 11° 35′ 30″ O)                                                                             | | Thomas Mann                                                            |  |
| Franz Marc (1880–1916), Maler, Zeichner und Grafiker | Wohnhaus Marcs 1892–1895 | Ludwigsvorstadt, Schwanthalerstraße 55 (48° 8′ 14″ N, 11° 33′ 26″ O)                                                                     | | Franz Marc                                                             |  |
| Rupert Mayer (1876–1945), Jesuit und Widerstandskämpfer gegen den Nationalsozialismus                                                                   | Seine Wirkungsstätte im hier gelegenen Ordenshaus St. Michael (Rückseite der Michaelskirche)                                                                              | Altstadt, Maxburgstraße 1 (48° 8′ 23″ N, 11° 34′ 15″ O)                                                                                  | | Rupert Mayer                                                           |  |
| Hans Mielich (1515–1573), Stadt- und Hofmaler | Mielichs Wohnhaus | Altstadt-Lehel, Theatinerstraße 9 (48° 8′ 24″ N, 11° 34′ 33″ O)                                                                          | 2010 | Hans Mielich                                                           |  |
| Maximilian von Montgelas (1759–1838), bayerischer Politiker und Staatsreformer Friedrich Ludwig von Sckell (1750–1823), Gartengestalter und Stadtplaner | Den Gestaltern des „neuen Bayern“ und der Stadt München zum Gedenken. Hier am Edelsitz Stepperg zu Bogenhausen haben sie Staatskunst und Gartenkunst glücklich verbunden. | Bogenhausen, Montgelas-/Törringstraße (48° 8′ 58″ N, 11° 36′ 14″ O)                                                                      | 2002 | Montgelas                                                              |  |
| Wolfgang Amadeus Mozart (1756–1791), Komponist | Mozart wohnte hier 1780/81 | Altstadt, Burgstraße 7 (48° 8′ 16″ N, 11° 34′ 39″ O)                                                                                     | | Wolfgang Amadeus Mozart                                                |  |
| Simon Walser’s Mühle | ehem. Standort der Walser-Hackl-Mühle, abgebrochen 1900 | Lehel, Thierschstraße 11 (48° 8′ 4″ N, 11° 35′ 6″ O)                                                                                     | | Simon Walser’s Mühle                                                   |  |
| Münchner Neueste Nachrichten | Tafel am Nachfolgebau des ehemaligen Verlages der Zeitung zur Erinnerung an die Enteignung 1933                                                                           | Altstadt, Hofstatt, Ecke Färbergraben (48° 8′ 13″ N, 11° 34′ 18″ O)                                                                      | | Münchner Neueste Nachrichten                                           |  |
| Niederbronner Schwestern | Erinnerung an die Wirkungsstätte der Niederbronner Schwestern von 1911–1999 in diesem Hause                                                                               | Au, Hochstraße 67 (48° 7′ 22″ N, 11° 35′ 3″ O)                                                                                           | | Niederbronner Schwestern                                               |  |
| Nikolai-Kirche | Erinnerung an die zum Siech- und Leprosenhaus Schwabing gehörigen Kirche, 1898 abgebrochen                                                                                | Schwabing, Nikolaistraße 4 (48° 9′ 32″ N, 11° 35′ 11″ O)                                                                                 | 1899 vom Steinbildhauer Georg Rödel | Nikolai-Kirche                                                         |  |
| NS-Widerstandskämpfer mehrere Marmortafeln | Alfred Delp, Hermann Josef Wehrle, Franz Sperr, Ludwig Freiherr von Leonrod, Albrecht Mertz von Quirnheim                                                                 | Bogenhausen, Neuberghauser Straße, an der West- und der Ostwand der Kirche St. Georg (48° 8′ 52″ N, 11° 36′ 5″ O)                        | 1946 |                                                                        |  |
| Novemberpogrome 1938 | Gedenken an die Planung antisemitischer Verbrechen im Saal des Rathauses                                                                                                  | Altstadt, Tal (im nördlichen Torbogen des Alten Rathauses) (48° 8′ 12″ N, 11° 34′ 38″ O)                                                 | | Novemberpogrome 1938                                                   |  |
| Olympiamannschaft Israels | Quartier der Olympiamannschaft Israels, deren Mitglieder Opfer der Geiselnahme am 5. September 1972 wurden                                                                | Am Riesenfeld, Connollystraße 31 (48° 10′ 47″ N, 11° 32′ 58″ O)                                                                          | | weitere Bilder                                                         |  |
| Paulaner am Nockherberg | Bau des Salvatorkellers | Au-Haidhausen, Am Nockherberg (48° 7′ 20″ N, 11° 34′ 57″ O)                                                                              | 1905, G. Tittrich | Paulaner am Nockherberg                                                |  |
| Perlacher Bürger | Erinnerung an die Ermordung Perlacher Bürger 1919 | Au-Haidhausen, Wiener Platz (48° 8′ 4″ N, 11° 35′ 44″ O)                                                                                 | | Perlacher Bürger                                                       |  |
| Johann Petzmayer (1803–1884), Zithervirtuose | sein Sterbehaus | Maxvorstadt, Fürstenstraße 10 (48° 8′ 49″ N, 11° 34′ 38″ O)                                                                              | 1903 | Johann Petzmayer                                                       |  |
| Toni Pfülf (1877–1933), Politikerin | Pfülfs Wohnhaus 1915–1927 | Schwabing, Leopoldstraße 77 (48° 9′ 46″ N, 11° 35′ 10″ O)                                                                                | 2001, Toni Preis | Toni Pfülf                                                             |  |
| Hans Preißinger (1915–1986), Stadtrat in München | Erinnerung an Preißingers Werk, das Alten- und Servicezentrum | Sendling, Daiserstraße 37 (48° 7′ 7″ N, 11° 32′ 38″ O)                                                                                   | | Hans Preißinger                                                        |  |
| Regierung von Oberbayern (Gebäude) | durch Brandbomben zerstört. Wieder aufgebaut. | Lehel, Maximilianstraße 39 (48° 8′ 18″ N, 11° 35′ 11″ O)                                                                                 | | Gebäude der Regierung von Oberbayern                                   |  |
| Fanny zu Reventlow (1871–1918), Schriftstellerin, Übersetzerin und Malerin                                                                              | wohnte in diesem Haus | Schwabing, Leopoldstraße 41 (48° 9′ 35″ N, 11° 35′ 7″ O)                                                                                 | | Fanny zu Reventlow                                                     |  |
| Joseph Gabriel Rheinberger (1839–1901), Komponist und Musikpädagoge                                                                                     | sein Wohnhaus seit 1857 | Maxvorstadt, Fürstenstraße 6 (48° 8′ 47″ N, 11° 34′ 38″ O)                                                                               | 1909 | Joseph Gabriel Rheinberger                                             |  |
| Rainer Maria Rilke (1875–1926), Lyriker | wohnte hier 1919 und 1920 | Schwabing-West, Ainmillerstraße 34 (48° 9′ 33″ N, 11° 34′ 44″ O)                                                                         | 1909 | Rainer Maria Rilke                                                     |  |
| Wilhelm Conrad Röntgen (1845–1923), Physiker | wohnte hier zwischen 1919 und 1923 | Haidhausen, Maria-Theresia-Straße 11 (48° 8′ 22″ N, 11° 35′ 55″ O)                                                                       | | Wilhelm Conrad Röntgen                                                 |  |
| Ruffiniturm | Erinnerung an den 1808 abgerissenen Turm der ersten Stadtmauer | Angerviertel, Pettenbeckstraße (48° 8′ 11″ N, 11° 34′ 25″ O)                                                                             | | Ruffiniturm                                                            |  |
| Salvatorkirche | Erinnerung an Bauherr und Baujahr | Altstadt-Lehel, Salvatorplatz (48° 8′ 30″ N, 11° 34′ 29″ O)                                                                              | | Salvatorkirche                                                         |  |
| Genoveva Schauer (1898–1962), Stadträtin in München | | Au-Haidhausen, Comeniusstraße 2 (48° 7′ 51″ N, 11° 35′ 51″ O)                                                                            | 1963 |                                                                        |  |
| Schifferthor | ehemaliger Standort des Stadttores, 1826 abgerissen | Angerviertel, Prälat-Zistl-Straße 4 (48° 8′ 6″ N, 11° 34′ 29″ O)                                                                         | | Schifferthor                                                           |  |
| Johann Andreas Schmeller (1785–1852), Germanist und bayerischer Sprachforscher                                                                          | hier stand das Wohnhaus Schmellers 1836–1852 | Maxvorstadt, Theresienstraße 9 (48° 8′ 50″ N, 11° 34′ 41″ O)                                                                             | | Johann Andreas Schmeller                                               |  |
| Josef Leonhard Schmid („Papa Schmid“, 1822–1912), Marionettenspieler                                                                                    | Der Widmungstext: Dem Gründer des Münchener Marionettentheaters Joseph Schmid an der Wand des von ihm gegründeten Marionettentheaters                                     | Altstadt, Blumenstraße 32 (48° 7′ 55″ N, 11° 34′ 13″ O)                                                                                  | An der Südseite der Fassade ist seit dem 22. Juni 1909 das Relief mit Inschrift angebracht. Das Halbrelief entstand bei Miller in Bronzeguss. Die Ausführung der Fassung stammt von dem Bildhauer Matthias Theis. | Josef Leonhard Schmid                                                  |  |
| Maximilian Schmidt (1832–1919), bayerischer Heimatschriftsteller, genannt Waldschmidt                                                                   | wohnte und starb in diesem Haus | Lehel, Thierschstraße 47 (48° 8′ 20″ N, 11° 35′ 18″ O)                                                                                   | | Maximilian Schmidt                                                     |  |
| Schöner Turm (Kaufingertor, 1807 abgebrochen) | | Altstadt, Kaufingerstraße 28 (48° 8′ 17″ N, 11° 34′ 19″ O)                                                                               | | Schöner Turm                                                           |  |
| Schule an der Ichostraße | Erinnerung an den Bau der Schule 1914–1916 | Obergiesing-Fasangarten, Ichostraße 2 (48° 6′ 57″ N, 11° 34′ 43″ O)                                                                      | 1916 | Schule an der Ichostraße                                               |  |
| Schwere-Reiter-Regiment | Gedenken an das Königlich Bayerisches 1. Schwere-Reiter-Regiment „Prinz Karl von Bayern“ 1814–1914                                                                        | Schwabing-West, Schwere-Reiter-Straße 41 (48° 9′ 42″ N, 11° 33′ 38″ O)                                                                   | 1914, J. Voggenreiter | Schwere Reiter                                                         |  |
| Seelhaus von Gabriel Barth | Standort des Seelhauses (bis 1878) | Hackenviertel, Herzogspitalstraße 5 (angebracht zwischen 1. und 2. Etage) (48° 8′ 15″ N, 11° 34′ 6″ O)                                   | | Seelhaus                                                               |  |
| Frühgeschichte Sendlings | Ort des Friedhofs der Sippe Sentilos | Sendling, Plinganserstraße 120 (48° 6′ 18″ N, 11° 32′ 24″ O)                                                                             | | Frühgeschichte Sendlings                                               |  |
| Carl Spitzweg (1808–1885), Maler | zum 150. Geburtstag in Erinnerung an Spitzwegs Wohnung am Platz | Altstadt, Sebastiansplatz (an der Ostfassade des Münchner Stadtmuseums) (48° 8′ 5″ N, 11° 34′ 23″ O)                                     | 1958 (Robert Lippl) | Carl Spitzweg                                                          |  |
| Carl Spitzweg (1808–1885), Maler | Hier verkehrte Spitzweg 1837–1885, da sein Bruder hier eine Musikalienhandlung betrieb.                                                                                   | Altstadt, Rosenstraße 5 (48° 8′ 12″ N, 11° 34′ 27″ O)                                                                                    | 1958 (Robert Lippl) | Carl Spitzweg                                                          |  |
| Altkatholische Kirche St. Willibrord | Grundsteinlegung | Altstadt-Lehel, Blumenstraße 36 (48° 7′ 57″ N, 11° 34′ 8″ O)                                                                             | 1911 | Sankt Willibrord                                                       |  |
| Hugo Adolph Steinheil (1832–1893), Optiker und Unternehmer                                                                                              | … in dankbarer Anerkennung seiner großen Verdienste um die Herstellung photographischer Objektive…                                                                        | Ludwigsvorstadt, Landwehrstraße 31 (48° 8′ 11″ N, 11° 33′ 39″ O)                                                                         | 1894 errichtet durch den Dt. Photographenverein | Hugo Adolph Steinheil                                                  |  |
| Carl Georg Steinicke (1877–1939), genannt „Papa Steinicke“, Buchhändler und Antiquar                                                                    | Buchladen Steinickes | Maxvorstadt, Adalbertstraße 15 (48° 9′ 8″ N, 11° 34′ 44″ O)                                                                              | | Carl Georg Steinicke                                                   |  |
| Franz Stelzhamer (1802–1874), Dichter und Novellist | Stelzerhamers Wohnhaus 1851–1852 | Angerviertel, Müllerstraße 11 (48° 7′ 54″ N, 11° 34′ 20″ O)                                                                              | | Franz Stelzhamer                                                       |  |
| Rudi Stephan (1887–1915), Komponist | wohnte hier in den Jahren 1911–1914 | Schwanthalerhöhe, Schwanthalerstraße 106 (48° 8′ 16″ N, 11° 32′ 58″ O)                                                                   | | Rudi Stephan                                                           |  |
| Fedor Stepun (1884–1965), Literat, Soziologe, Philosoph und Politiker                                                                                   | wohnte hier seit 1952 | Schwabing-West, Ainmillerstraße 30 (48° 9′ 32″ N, 11° 34′ 46″ O)                                                                         | von Marlene Neubauer-Woerner | Fedor Stepun                                                           |  |
| Richard Strauss (1864–1949), Komponist | Schriftinstallation als Ersatz für eine Gedenktafel von 1910 zur Erinnerung an sein Geburtshaus                                                                           | Altstadt, Altheimer Eck 16 (48° 8′ 15″ N, 11° 34′ 11″ O)                                                                                 | 2015 |                                                                        |  |
| Süddeutsche Zeitung | Tafel am Nachfolgebau des früheren Verlagsgebäudes der Zeitung | Altstadt, Hofstatt, Ecke Färbergraben (48° 8′ 13″ N, 11° 34′ 18″ O)                                                                      | | Süddeutsche Zeitung                                                    |  |
| Reale Tafernwirtschaft | Brand und Wiederaufbau des heute denkmalgeschützten Gebäudes | Ramersdorf-Perlach, Pfanzeltplatz 12 (48° 6′ 0″ N, 11° 37′ 49″ O)                                                                        | 1840 | Reale Tafernwirtschaft                                                 |  |
| Taschenturm | Erinnerung an den 1822 abgebrochenen Turm der Stadtmauer | Altstadt-Lehel, Prälat-Zistl-Straße 8 (48° 8′ 5″ N, 11° 34′ 29″ O)                                                                       | | Taschenturm                                                            |  |
| Fjodor Iwanowitsch Tjuttschew (1803–1873), russischer Diplomat und Dichter                                                                              | Tätigkeitsort von Tjuttschew als Diplomat im dortigen Palais Woronzow | Altstadt, Herzogspitalstraße 12 (48° 8′ 16″ N, 11° 34′ 5″ O)                                                                             | 1999 | Fjodor Iwanowitsch Tjuttschew                                          |  |
| B. Traven (1882–1969), deutscher Schriftsteller | wohnte hier von 1915 bis 1919 | Schwabing, Clemensstraße 84 (48° 9′ 50″ N, 11° 34′ 18″ O)                                                                                | 2019 | weitere Bilder                                                         |  |
| Turm der Zwingermauer | Standort eines Zwingerturmes, 1900 abgerissen | Angerviertel, Westenriederstraße 20, Ecke Zwingerstraße, an der Fassade der Riemerschmid Wirtschaftsschule (48° 8′ 6″ N, 11° 34′ 46″ O)  | 1905 | Zwingerturm                                                            |  |
| Kaufhaus Uhlfelder | Erinnerung an das ehemalige Kaufhaus jüdischer Kaufleute | Altstadt, Rosental 16 (48° 8′ 8″ N, 11° 34′ 24″ O)                                                                                       | 1969 Karl Oppenrieder | weitere Bilder                                                         |  |
| Karl Valentin (1882–1948), Komiker, Volkssänger, Autor und Filmproduzent                                                                                | Geburtshaus | Au, Zeppelinstraße 41 (48° 7′ 40″ N, 11° 35′ 1″ O)                                                                                       | | Karl Valentin                                                          |  |
| Vier Landespolizisten (Ersatz für eine 1994 vor der Feldherrnhalle im Boden eingelassene Platte)                                                        | Erinnerung an vier Landespolizisten, die beim Putschversuch am 9. November 1923 getötet wurden                                                                            | Altstadt, Residenzstraße, am Durchgang zum Kaiserhof der Residenz (48° 8′ 30″ N, 11° 34′ 40″ O)                                          | 2010 | Vier Landespolizisten                                                  |  |
| Richard Wagner (1813–1883), Komponist | Wagners ehemaliges Wohnhaus (1864/65) | Maxvorstadt, Brienner Straße 37 (48° 8′ 47″ N, 11° 33′ 46″ O)                                                                            | 1964, aus Juramarmor von Karl Oppenrieder | Richard Wagner                                                         |  |
| Carl Maria von Weber (1786–1826), Komponist, Dirigent und Pianist Giovanni Valesi (1735–1816), Opernsänger und Gesangspädagoge                          | Ehemaliges Wohnhaus der beiden Personen | Hackenviertel, Sendlinger Straße 23 (48° 8′ 7″ N, 11° 34′ 14″ O)                                                                         | | Carl Maria von Weber                                                   |  |
| Lorenz von Westenrieder (1748–1829), Theologe, Pädagoge, Historiker und Publizist                                                                       | Geburtshaus | Angerviertel, Westenriederstraße 21 (48° 8′ 6″ N, 11° 34′ 42″ O)                                                                         | | Lorenz von Westenrieder                                                |  |
| Thomas Wimmer (1887–1964), Oberbürgermeister von München (1948–1960)                                                                                    | Wimmers Wohnhaus | Untergiesing-Harlaching, Bruggspergerstraße 41/45 (48° 5′ 28″ N, 11° 34′ 17″ O)                                                          | 2008, Toni Preis |                                                                        |  |
| Wittelsbacher Palais | Standort des Palais, das 1944 schwer beschädigt und 1964 abgerissen wurde                                                                                                 | Maxvorstadt, Brienner Straße, Ecke Türkenstraße (48° 8′ 38″ N, 11° 34′ 19″ O)                                                            | 1984 | Wittelsbacher Palais                                                   |  |
| Karl Wolfskehl (1869–1948), Schriftsteller und Übersetzer                                                                                               | Wohnhaus (1909–1921) | Schwabing-West, Römerstraße 16 (48° 9′ 35″ N, 11° 34′ 39″ O)                                                                             | | Karl Wolfskehl                                                         |  |
| Arnold Zenetti (1824–1891), Architekt und Vorstand des Münchner Stadtbauamtes                                                                           | Erbauung des Schlacht- und Viehhofes durch Arnold Zenetti in den Jahren 1876–78                                                                                           | Isarvorstadt, Zenettistraße 8 (48° 7′ 25″ N, 11° 33′ 28″ O)                                                                              | | Arnold Zenetti                                                         |  |